# シーエス・ナウ
株式会社シーエス・ナウは、かつて存在した東経110度CS放送の委託放送事業者。2007年にマルチチャンネルエンターテイメント株式会社（現・株式会社スカパー・エンターテイメント）に吸収合併されている。

## 沿革
- 2001年2月 パシフィック・センチュリー・サイバーワークスジャパン（現・ジャレコ、80%）及びテクノベンチャー（20%）の出資により設立。以後開局を目指したが断念
- 2002年11月 IMAGICA（現在はIMAGICAとイマジカ・ロボット ホールディングスに分割）が全株式を取得し同社完全子会社とする
- 2003年3月1日 スカイパーフェクTV!2（のちスカイパーフェクTV!110、現・スカパー!e2）プラットフォームにて放送開始
- 2005年9月30日 放送終了
- 2005年10月27日 スカイパーフェクト・コミュニケーションズ（現・スカパーJSAT）が全株式を取得し同社の完全子会社となる
- 2007年4月 同じくスカイパーフェクト・コミュニケーションズ子会社の東経110度CS委託放送事業者であるマルチチャンネルエンターテイメント(MCE)及び日本メディアークと合併、MCEが存続会社となった

## 放送していたチャンネル
いずれもIMAGICA傘下時期に開始・終了。なお、東経124/128度CS放送プラットフォームのスカパー!においては、電気通信役務利用放送事業者のIMAGICA TVが放送を続けている。
- グルメ旅★Foodies TV（現・食と旅のフーディーズTV）
- カラオケチャンネル（現・歌謡ポップスチャンネル）

また、シーエス・ナウとしての放送終了後合併まで1年半以上空いたままになっていた帯域については、合併後のマルチチャンネルエンターテイメントが2007年6月、「FIGHTING TV サムライ」の同社他帯域から移転することにより利用を再開している。